# Râul Hotaru, Olt (Măieruș)
Râul Hotaru este un curs de apă, afluent al râului Olt, în aval de localitatea Măieruș. 
Acest râu nu trebuie confundat cu alte râuri din proximitate, care au același nume, anume: râul Hotaru, (care se varsă în Râul Olt cu aproximativ 22 km în amonte, în apropiere de localitatea Colonia Reconstrucția) sau râul Hotaru (care se varsă în Râul Olt cu aproximativ 10 km în amonte, în apropiere de stația de cale ferată Vadu Roșu).

## Hărți
- Harta județul Brașov
- Harta munții Perșani  Arhivat în 13 iunie 2008, la Wayback Machine.